# Lalex
Vous pouvez aider à l'améliorer ou bien discuter des problèmes sur sa page de discussion.
- Il ne cite pas suffisamment ses sources. Vous pouvez indiquer les passages à sourcer avec {{référence nécessaire}} ou {{Référence souhaitée}}, et inclure les références utiles en les liant aux notes de bas de page. (Marqué depuis avril 2024)
- Certaines informations devraient être mieux reliées aux sources mentionnées dans la bibliographie ou les liens externes. Améliorez sa vérifiabilité en les associant par des références. (Marqué depuis avril 2024)
- Il ne s’appuie pas, ou pas assez, sur des sources secondaires ou tertiaires. (Marqué depuis avril 2024)

- Archive Wikiwix
- Bing
- Cairn
- DuckDuckGo
- E. Universalis
- Gallica
- Google
- G. Books
- G. News
- G. Scholar
- Persée
- Qwant
- (zh) Baidu
- (ru) Yandex
- (wd) trouver des œuvres sur Wikidata

Lalex Andrea, née en 1973 à Paris, est une peintre et illustratrice française, ainsi qu'une autrice d'ouvrage pour la jeunesse et de science-fiction.

## Biographie
Après des études de documentaliste et une maîtrise à la Sorbonne à Paris, Lalex se lance en autodidacte dans le métier de l'illustration. En 2001, elle illustre les ouvrages des américains John Bellairs et Brad Strickland. Elle découvre le métier d'autrice par la suite aux côtés de Kerbraz, et travaille depuis aussi bien seule qu'en collaboration avec d'autres écrivains ou illustrateurs. Elle réalise également des illustrations et des photographies pour des couvertures de livre, ainsi que des tableaux.
Depuis 2012, sous le pseudonyme complet "Lalex Andrea", elle se consacre aussi à l'écriture et à la peinture, en plus du dessin. Elle s'est aussi spécialisée dans la réalisations de pièces uniques féériques ou galactiques, que ce soit sur toiles, ou peintes sur des agates.

## Publications

### Ouvrages pour la jeunesse
- Kévin et les magiciens, illustratrice pour John Bellairs et Brad Strickland, éditions du Rocher, 2001-2006 :
  1. La Pendule d'Halloween (2001)
  2. La Médaille ensorcelée (2002)
  3. Emily et l'anneau magique (2002)
  4. Le Fantôme dans le miroir (2002)
  5. Le Chasseur de sorciers (2003)
  6. L'Opéra maléfique (2003)
  7. Le Monstre sous le pont (2003)
  8. Le Spectre du musée (2004)
  9. La Tour de la fin du monde (2005)
  10. Le Sifflet, la tombe et le fantôme (2006)
- Collège des Six-Trouilles, illustratrice et co-autrice avec Kerbraz, éditions du Rocher, 2002-2003 :
  1. Journal d'Halloween (2002)
  2. Journal de la Rentrée (2003)
  3. Journal de Noël (2002)
- Les Aventures de Johnny Dixon, illustratrice pour John Bellairs et Brad Strickland, éditions du Rocher, 2004-2007 :
  1. La Malédiction de la statuette bleue (2004)
  2. La Momie dans la crypte (2004)
  3. Le Secret de la salle souterraine (2005)
  4. Le Crâne maléfique (2005)
  5. La Vengeance du fantôme (2005)
  6. Les Yeux du robot tueur (2006)
  7. Le Tramway qui voyageait dans le temps (2006)
  8. La Poupée et le zombie (2007)
- Grand-Père… raconte !, illustratrice pour Kerbraz, éditions du Rocher, 2005 :
  1. L'Extraordinaire Monsieur Jules Verne (2005)
  2. Du petit Poquelin au grand Molière (2005)
  3. Léonard de Vinci, quel génie ! (2005)
- Cornélia la licorne, dont elle est aussi l'autrice, éditions BookLight, 2012 sous le pseudonyme Lalex Andrea
- Sous le pseudonyme de Lalex Andrea, La-Oty, dont elle est aussi l'autrice, auto-édité par financement participatif sur Ulule, 2014

### Bandes dessinées
- La Cerise dans le labo, scénario Lucie Le Moine, 13 illustratrices, EDP Sciences, 2023
- Elles sont l'Inserm - en BD : Coralie Segenes, Inserm, 2024

### Illustrations de couverture
- Les messages cachés d'Harry Potter, Méziane Hammadi, éditions Alphée, 2008 sous le pseudonyme Alexandréa
- Guide de la séduction sur Internet, Anne Berthus, éditions Alphée, 2009
- Les Mystères de Saint-Pétersbourg, Isabelle Saint-Bris, éditions Alphée, 2010 avec une photographie personnelle retravaillée au lieu d'une illustration
- Noëls de l'Histoire, histoires de Noël, Philippe Vidal, éditions Alphée, 2010

### Nouvelles
- Une pantoufle à vapeur, dans l'anthologie Nutty Steampunk, éditions Nutty Sheep, 2018
- Point de vue, dans l'anthologie Civilisations, éditions Les Vagabonds du Rêve, 2018
- Objectif Ubiquité, dans le numéro 59 de la revue e-Galaxies, 2019
- Une question de survie, dans l'anthologie Rouge, éditions Les Vagabonds du Rêve, 2019
- Holosim Florence 1640, dans le numéro Hors-série de la revue Géante Rouge, 2019
- Les Yeux de Jules, dans l'anthologie En situation de handicap... dans le futur, éditions Arkuiris, 2019
- Technokarma, dans le numéro 66 de la revue e-Galaxies, 2020
- La-Oty, dans l'anthologie Terre 2.0, éditions Les Vagabonds du Rêve, 2021
- Bata-Fel', dans l'anthologie Cyber-Punk Féérique, éditions Livresque, 2022
- Malinche, princesse aztèque, dans l'anthologie Uchronies III, dans le numéro 75ter de la revue Galaxies, 2022
- Anomalie, dans l'anthologie Seul(e), éditions Moulin, 2025
- Li-So-Bo, dans l'anthologie Les Cycloïdes et autres nouvelles Solarpunk, éditions Dandélion, 2026

### Romans et séries
- Cicatrices & Ottomanes, Rocambole, 2020
- Une parisienne à Lhassa, Rocambole, 2020

### Jeux de société
- Prosperia, Innovaboost, 2019
- L'école de Nicolas Flamel, JyDe Games, 2023